# Cisco Webex
Cisco Webex és una companyia dels Estats Units que desenvolupa i ven aplicacions de videoconferència. Va ser fundada amb el nom de WebEx l'any 1995 i es va refundar amb el nom de Cisco Systems l'any 2007. La seua seu es localitza a Milpitas, Califòrnia. El seu productes programari inclouen Webex Meetings, Webex Teams, Training Center, Event Center, Support Center, Sales Center, MeetMeNow, PCNow, Webex AIM Pro Business Edition, Webex WebOffice, i WebEx Connect. Tots els productes de Webex són part de Cisco Systems.

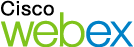
Logotip usat des del 2009 fins al 2018

WebEx va ser fundada el 1995 per Subrah Iyar i Min Zhu. El primer llançament al públic en general va ser en juliol de l'any 2000. WebEx va ser inclosa, primer, en la NASDAQ del mercat nacional, i després en la NASDAQ del mercat global l'any l'any 2006.